# Echo (Oregon)
Echo az Amerikai Egyesült Államok Oregon államának Umatilla megyéjében elhelyezkedő város, a Pendleton–Hermiston mikrostatisztikai körzet része. A 2020. évi népszámláláskor 632 lakosa volt.

## Története
Az Oregon Trail eredetileg Echótól délre haladt el, de a Columbia Plateau Route 1847-es átadásától a fő útvonal a településen keresztül vezetett, és az érkezők gyakran itt szálltak meg. Az első telepesek az 1860-as években költöztek be, és az Umatilla folyón kompot indítottak. A helységet Cynthia és J. H. Koontz lányáról, Echo Koontzról nevezték el. Kezdetben lucernát és kukoricát termesztettek.
Az Oregon Railroad and Navigation Company vasútvonala 1883-ban nyílt meg. Echo 1904-ben kapott városi rangot. 1927. december 22-én letartóztatták William Edward Hickmant, Marion Parker gyilkosát; az őrizetbe vétel helyszínén táblát helyeztek el.

## Éghajlat
A város éghajlata félszáraz (a Köppen-skála szerint BSk).

## Népesség
| Lakosok száma | 400  | 501  | 311  | 457  | 456  | 479  | 624  | 650  | 699  | 632  |
|               | 1910 | 1920 | 1930 | 1950 | 1960 | 1970 | 1980 | 2000 | 2010 | 2020 |

## Fordítás
- Ez a szócikk részben vagy egészben  az   Echo, Oregon című angol Wikipédia-szócikk ezen változatának fordításán alapul.  Az eredeti cikk szerkesztőit annak laptörténete sorolja fel. Ez a jelzés csupán a megfogalmazás eredetét és a szerzői jogokat jelzi, nem szolgál a cikkben szereplő információk forrásmegjelöléseként.